# إيدي غانم
إيدورني «إيدي» غانم (بالإنجليزية: Edy Ganem)‏ المعروفة بـ (إيدي غانم)، (ولدت في 20 سبتمبر 1983، موديستو، بكاليفورنيا في الولايات المتحدة الأمريكية)، ممثلة لبنانية-مكسيكية. شاركت في مسلسل قناة لايف تايم التلفزيوني الخادمات المخادعات بدور شخصية «فالنتينا دياز».

## نشأتها
ولدت غانم في موديستو، كاليفورنيا في 20 سبتمبر 1983. وهي من المكسيك، ولديها الجنسية المكسيكية واللبنانية.

## مشوارها الفني
في عام 2008 شاركت في العديد من المسلسلات التلفزيونية ومنها الحياة، الحب وهوليوود، فيلادلفيا دائما مشمسة، انتوراج، سي اس آي:التحقيق في موقع الجريمة. وتمثيلها في بعض حلقات المسلسل التلفزيوني Livin' Loud. في عام 2011 لعبت دور «ايزابيل» في فيلم الرومنسي مثل المجنون أمام أنتون يلشين، والممثلات فيليسيتي جونز، جينيفر لورنس. أدت غانم بالعديد من الأعمال المكسيكية ومنها سلفادور، لوكا، الرغبة، فيوليتا.
في عام 2012 قامت غانيم بالأداء الصوتي في مسلسل الرسوم المتحركة ذا كليفلاند شو بدور «فلورا» ، وفي نفس السنة قامت بدور «مونيكا» في المسلسل التلفزيوني الكوميدي روب.
في عام 2013، قامت بالتمثيل بدور شخصية «فالنتينا دياز» في المسلسل الكوميدي الخادمات المخادعات للكاتب مارك تشيري، التي بنيت على شبكة التلفزيونية لايف تايم، أمام الممثلات جودي رييس، روزلين سانشيز، دانيا راميريز، آنا أورتيز. في تلك السلسلة، لعبت غانيم دور الخادمة المكسيكية بعمر تسعة عشر عاما «فالنتينا دياز»، أبنة الشخصية الرئيسية «زويلا دياز» (جودي رييس).

## اهتماماتها الخاصة
في أوقات فراغها، تأخذ دروساً في الباليه، وركوب الدراجات النارية وتتمتع أيضاً في ممارسة الرياضة، وقراءة المجلات، ومشاهدة الأفلام والاستماع إلى الموسيقى.

## السيرة الفنية
| السنة     | التلفزيون                        | بالإنجليزية                       | الدور                 |
| --------- | -------------------------------- | --------------------------------- | --------------------- |
| 2008      | الحياة، الحب وهوليوود            | Life, Love & Hollywood            | عارضة أزياء           |
| 2008      | فيلادلفيا دائما مشمسة            | It's Always Sunny in Philadelphia | عارضة أزياء (متسابقة) |
| 2008      | انتوريج                          | Entourage                         | فنانة ماكياج          |
| 2008      | سي اس آي:التحقيق في موقع الجريمة | CSI: Crime Scene Investigation    | الراقصة               |
| 2010-2011 | ليفين لود                        | Livin' Loud                       | نفسها                 |
| 2012      | ذا كليفلاند شو                   | The Cleveland Show                | صوت شخصية: فلورا      |
| 2012      | روب                              | Rob                               | مونيكا                |
| 2013-     | الخادمات المخادعات               | Devious Maids                     | فالنتينا دياز         |

| السنة | الفيلم                  | بالإنجليزية                   | الدور          |
| ----- | ----------------------- | ----------------------------- | -------------- |
| 2009  | الطريق إلى السعادة      | The Way to Happiness          | اندى بالي      |
| 2010  | لاس آنجيليس             | Las Angeles                   | كونشيتا        |
| 2010  | روندابوت                | Roundabout                    | ليندا          |
| 2010  | الطريق للوحدة في أمريكا | The Loneliest Road in America | أمارانثا       |
| 2010  | الليموزين الأسود        | Black Limousine               | ديلوريس        |
| 2011  | سلفادور                 | Salvador                      | آريس           |
| 2011  | لوكا                    | Lucha                         | لوكا           |
| 2011  | سيكس/أبسورد             | Sex/Absurd                    | كاسي           |
| 2011  | لاب توب                 | Laptop                        | جيني منديز     |
| 2011  | مثل المجنون             | Like Crazy                    | ايزابيل        |
| 2011  | صانع الأشباح            | The Ghostmaker                | جينا           |
| 2012  | غير معلن                | Unspoken                      | آنا            |
| 2012  | الرغبة                  | Ojalá                         | أولغا (الشابة) |
| 2012  | لولا تحب شاك            | Lola's Love Shack             | فيليسيا        |
| 2012  | وداعا، وأنا أحبك        | Goodbye, I Love You           | نفسها          |
| 2013  | فيوليتا                 | Violeta                       | كارمن          |
| 2014  | بعد الزفاف              | After the Wedding             | ماريانا دياز   |